# Lac Blanc (aiguilles Rouges)
Pour les articles homonymes, voir Lac Blanc et Blanc (homonymie).
Le lac Blanc est un lac de France dans le massif des aiguilles Rouges, sur la commune de Chamonix-Mont-Blanc, à une altitude de 2 352 mètres.

## Géographie
Le lac est composé de deux plans d'eau reliés par un petit cours d'eau ; il arrive régulièrement que la partie amont du lac reste englacée tard jusque dans l'été. Au-dessus s'élèvent l'aiguille de la Tête Plate au nord-nord-ouest, l'aiguille du Belvédère — point culminant des aiguilles Rouges avec 2 965 mètres d'altitude — au nord-ouest et les aiguilles Crochues à l'ouest. En amont au nord se trouve le lac de la Persévérance et en aval au sud-est ceux des Chéserys. Depuis ses rives face aux aiguilles d'Argentière, des Grands Montets, Verte ou encore de Chamonix et au glacier d'Argentière et la Mer de Glace, il offre un panorama sur le massif du Mont-Blanc. 
Il est accessible en randonnée par plusieurs sentiers au départ de la Flégère, d'Argentière ou du col des Montets via le sentier de grande randonnée Tour du Mont-Blanc et le sentier de grande randonnée de pays Tour du Pays du Mont-Blanc par le Grand Balcon Sud. Il est situé dans le périmètre de la réserve naturelle nationale des Aiguilles Rouges.
Un refuge est installé à proximité du lac. Une première construction, située juste au bord du lac, a été emportée par une avalanche en 1986. Depuis, un nouveau bâtiment a été construit, un peu à l'écart, à l'abri d'un contrefort rocheux.
Le lac a un torrent émissaire vers l'Arve,.

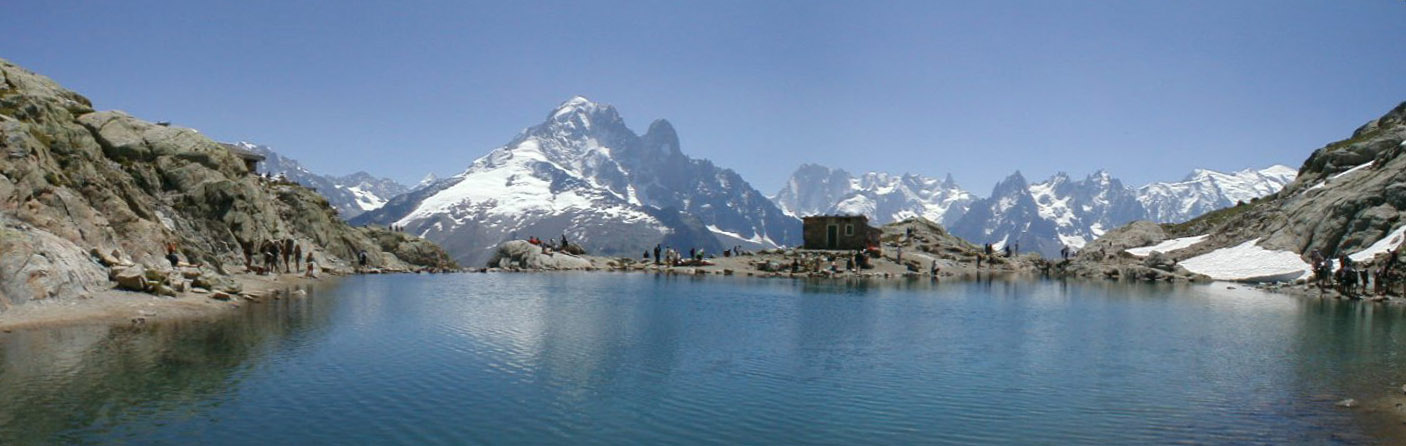
Panorama sur le massif du Mont-Blanc depuis le lac.